# داستان‌های خوکی
داستان‌های خوکی (به انگلیسی: Piggy Tales) یک سریال پویانمایی کامپیوتری فنلاندی است که بر اساس بازی خوک‌های بدجنس، اسپین آف پرندگان خشمگین ساخته شده است. این سریال که شبیه انیمیشن گلی است بر زندگی خوک های مینیون تمرکز دارد و هیچ دیالوگی ندارد. این انیمیشن توسط راویو انترتینمنت تولید شده است و استودیوی فرانسوی کیوب کیریتیو (به انگلیسی: Cube Creative) بخشی از پویانمایی را می‌سازد.
داستان‌های خوکی در سال ۲۰۱۴ در تونز.تی‌وی پخش شد. این سریال در فصل دوم با عنوان فرعی خوک‌ها در محل کار در سال ۲۰۱۵ ادامه یافت. فصل سوم با عنوان فرعی قانون سوم در سال ۲۰۱۶ و فصل آخر با عنوان فرعی خیابان چهارم در ۲۰۱۸ منتشر شد.

## ایستراگ
در فصل چهارم این سریال بالای خیابان یک بیلبورد تحت عنوان PigZ وجود دارد که با توجه به متن آن به نظر می رسد این یک کمپانی سازنده اتوموبیل است.